# Do I Have to Cry for You?
"Do I Have to Cry for You?" é uma canção pertencente ao cantor estadunidense Nick Carter. Seu lançamento ocorreu em agosto  de 2002 pela Jive Records, servindo como o segundo single retirado de seu álbum de estreia Now or Never (2002). Foi composta por Carter com a colaboração de Brian Kierulf e Josh Schwartz, estes dois últimos, também são responsáveis pela sua produção. "Do I Have to Cry for You?" é uma canção do tipo balada romântica pertence ao gênero pop-rock, que expressa o não receio de um homem em chorar por seu interesse amoroso em um relacionamento que está ruim. Comercialmente, a canção não conseguiu adquirir posições nas paradas musicais, apesar de ter recebido em geral, avaliações positivas da crítica especializada, que a comparou as produções do cantor Bryan Adams. 
O vídeo musical de "Do I Have to Cry for You?" foi dirigido por Matthew Rolston e retrata Carter e sua namorada em cenas felizes e de conflito. 

## Lançamento, composição e recepção
"Do I Have to Cry for You?" foi lançado como o segundo single de Now or Never, dando continuidade a incursão ao pop-rock promovido por Carter em seu álbum de estreia. Em entrevista a MTV, Carter explicou sobre o significado das letras por trás da faixa dizendo: 
“É sobre um relacionamento, sério. Relacionamentos vão mal, e coisas acontecem, e às vezes, você só quer quebrar, e você só quer ir [ao extremo] e chorar, entende? É sobre isso que essa música fala. É como um cara dizendo que não tem medo de chorar por sua mulher (...)".
A canção recebeu em geral, avaliações positivas da crítica especializada. Chuck Taylor escrevendo para a Billboard, definiu-a como uma balada de rock "instantaneamente simpática" e acrescentou: "Ele muitas vezes soa como Bryan Adams em seu auge aqui, cantando com uma intensidade pronta para a arena, sob um arranjo que se constrói com linhas de piano docemente sobressalentes em saborosos acordes de guitarra teatrais". E encerra sua resenha analisando que "Do I Have to Cry for You?", também merece receber calorosas boas-vindas "de ouvintes que podem não ter considerado Carter anteriormente".

## Vídeo musical
O vídeo musical de "Do I Have to Cry for You?" obteve suas gravações realizadas no início do mês de novembro de 2002, suas cenas foram gravadas em Los Angeles, sob a direção do fotógrafo e diretor Matthew Rolston.
A produção aborda o tema lírico da canção, Carter e sua namorada aparecem em cenas felizes e de conflito na relação, cenas dele cantando em um bar e andando em uma estrada sozinho, também foram adicionadas. Em 22 de novembro, o vídeo musical fez sua estreia no programa Total Request Live (TRL) da MTV.

## Faixas e formatos
CD single
1. "Do I Have to Cry for You?" - 3:37

CD single promocional
1. "Do I Have to Cry for You?" - 3:37
2. "Is It Saturday Yet?" - 3:14
3. "Rockstar Baby" - 3:13